# Чудесный нож (роман)
«Чудесный нож» (англ. The Subtle Knife, 1997) — роман Филипа Пулмана, вторая часть фантастической трилогии «Тёмные начала».

## Сюжет
Второй роман трилогии начинается там, где заканчивается первый. Через Северное сияние Лира Белаква попадает в другой мир, в город Читтагацце (в другом переводе — Циттагейза). Здесь люди подвергаются нападениям зловещих Призраков, причём Призраки убивают только взрослых, а дети их даже не видят. Здесь Лира узнаёт о существовании ещё одного параллельного мира, в котором есть Англия и Оксфорд, но у людей нет деймонов. Оттуда в Читтагацце сбежал мальчик Уилл Парри. Вместе они пытаются добиться своих целей: Уилл ищет отца, а Лира — лорда Азриэла и источник Пыли, хотя алетиометр (веритометр) говорит ей, что она должна помочь Уиллу в поисках отца.
В это время в родном мире Лиры Серафина Пеккала собирает совет ведьм, чтобы сообщить о том, что древние пророчества сбываются. Вместе с двадцатью лучшими воительницами  из своего клана (а также Рутой Скади и Ютой Камайнен), Серафина отправляется в Читтагацце чтобы отыскать Лиру. А аэронавт Ли Скорсби ищет пропавшего учёного Станислауса Груммана.

## Основные персонажи

### Персонажи, перешедшие из «Северного сияния»
Подробнее см. в статье о «Северном сиянии».
- Лира Белаква, или Лира Сирин
- Пантелеймон
- Лорд Азриэл
- Миссис Колтер
- Серафина Пеккала
- Ли Скорсби
- Лорд Бореал

### Новые персонажи
- Уилл Парри — мальчик из нашего мира, друг Лиры. Хочет найти отца, участника пропавшей арктической экспедиции.
- Мэри Малоун — физик, исследовательница Теней. Они же Пыль и Скрытая масса.
- Рута Скади — королева латвийских ведьм. Любовница Азриэла. Деймон — варакушка.
- Станислаус Грумман, он же Джон Парри — полярный исследователь, считавшийся погибшим. Отец Уилла. Деймон — скопа по имени Саян Кётёр.
- Юта Камайнен — ведьма из клана Серафины Пеккалы, убила Станислауса Груммана за то что он отверг её любовь, а после покончила с собой. Деймон — малиновка.

## Экранизация
Изначально экранизация фильма была отложена в связи с финансовыми проблемами кинокомпании New Line Cinema. Но после того, как New Line Cinema была поглощена «Warner Bros.» в 2008 году, экранизация фильма была окончательно остановлена.